# Občina Prebold
Občina Prebold je jednou z 212 občin ve Slovinsku. Nachází se v Savinjském regionu na území historického Dolního Štýrska. Občinu tvoří 8 sídel, její rozloha je 40,6 km² a k 1. lednu 2017 zde žilo 5 067 obyvatel. Správním střediskem občiny je vesnice Prebold.

## Geografie
Severní část občiny se nachází v nížině při řece Savinje, do které zprava ústí říčky Bolska a Reka. Nadmořská výška stoupá od severu k jihu přibližně od 260 metrů až k hoře Mrzlica s nadmořskou výškou 1 127 metrů, kolem které se rozkládá Přírodní park Mrzlica.

## Členění občiny
Občina se dělí na sídla: Dolenja vas, Kaplja vas, Latkova vas, Marija Reka, Matke, Prebold, Sveti Lovrenc, Šešče pri Preboldu.

## Sousední občiny
Sousedními občinami jsou: Braslovče a Polzela na severu, Žalec na východě, Trbovlje na jihu a Tabor na západě.